# Eugene R. Black
Eugene Robert Black, född 7 januari 1873, död 19 december 1934 i Atlanta i Georgia, var en amerikansk advokat, jurist, företagsledare och statstjänsteman.

## Biografi
Black avlade en kandidatexamen vid University of Georgia och en juristexamen vid Atlanta Law School. Efter studierna arbetade han inom juridiken fram tills 1921 när han blev president för trusten Atlanta Trust Company. Sju år senare blev han utsedd till att vara bankchef för den regionala centralbanken Federal Reserve Bank of Atlanta, det varade fram tills den 19 maj 1933 när han blev utnämnd till ordförande (centralbankschef) för USA:s centralbankssystem Federal Reserve System. Den 15 augusti 1934 avgick Black som ordförande och återvände till att vara bankchef för den regionala centralbanken i Atlanta. 
Eugene R. Black avlde den 19 december 1934 av en hjärtinfarkt.
Hans son Eugene R. Black var president för World Bank Group mellan 1949 och 1962.